# منطقة آيشاخ فريدبيرغ
مِنْطَقَة آيشاخ فريدبِيرغ (بالأَلمانِيَّة: Landkreis Aichach Friedberg) هي دائِرَة أَلمانِيَّة تَّابعة لمُحافظة شڤابن في وِلاَية باڤارِيا في جُمهُوريَّة أَلمَانيَا الاِتّحاديّة. تضُمّ مِنطَقَة آيشاخ فريدبِيرغ مدِينتينِ، وخَمسة أَسوَاق، وسَبعة عَشر بَلدَة. بمِساحة تُقَدَّر بحَوالَي 780 كم².

## التّقسِيمات الإِدارِيّة
تضُمّ مِنطَقَة آيشاخ فريدبِيرغ مدِينتينِ، وخَمسة أَسوَاق، وسَبعة عَشر بَلدَة. وهي كالتَّالي:

### المُدن
| اِسم المدِينة             | ٱلِٱسم بالأَلمانِيَّة         | عَدد السُكَّان | المِساحَة (كم²) |
| ----------------------- | ------------------------ | ---------- | ------------- |
| مدِينة آيشاخ             | Stadt Aichach            | 21٬130     | 93            |
| مدِينة فريدبرغ (بافاريا) | (Stadt Friedberg (Bayern | 29٬510     | 82            |

### الأَسوَاق
| اِسم السُّوق     | ٱلِٱسم بالأَلمانِيَّة  | عَدد السُكَّان | المِساحَة (كم²) |
| ------------- | ----------------- | ---------- | ------------- |
| سُوق أيندلينغ  | Markt Aindling    | 4٬361      | 32            |
| سُوق إنشينهوفن | Markt Inchenhofen | 2٬584      | 27            |
| سُوق كُوهْبَاخ    | Markt Kühbach     | 4٬245      | 37            |
| سُوق ميرينغ    | Markt Mering      | 14٬227     | 27            |
| سُوق بوتتميس   | Markt Pöttmes     | 6٬630      | 83            |

### البلدَات
| اِسم البلدَة       | ٱلِٱسم بالأَلمانِيَّة               | عَدد السُكَّان | المِساحَة (كم²) |
| ---------------- | ------------------------------ | ---------- | ------------- |
| بَلْدَة أدإلزهاوزن  | Gemeinde Adelzhausen           | 1٬683      | 17            |
| بَلْدَة أفينغ       | Gemeinde Affing                | 5٬430      | 45            |
| بَلْدَة بَارٌ         | (Gemeinde Baar (Schwaben       | 1٬134      | 17            |
| بَلْدَة داسنغ       | Gemeinde Dasing                | 5٬553      | 41            |
| بَلْدَة يُوراسبُورغ   | (Gemeinde Eurasburg (Schwaben  | 1٬657      | 24            |
| بَلْدَة هُولِنبَاخ     | Gemeinde Hollenbach            | 2٬353      | 27            |
| بَلْدَة كيسينَغ      | Gemeinde Kissing               | 11٬306     | 23            |
| بَلْدَة مِرتشينَغ     | Gemeinde Merching              | 3٬122      | 25            |
| بَلْدَة أُوبِرغريسبَاخ | Gemeinde Obergriesbach         | 1٬969      | 10            |
| بَلْدَة بِيتِرسدٌّورف   | (Gemeinde Petersdorf (Schwaben | 1٬657      | 24            |
| بَلْدَة رِيهلنَغ      | Gemeinde Rehling               | 2٬523      | 27            |
| بَلْدَة ريئد        | (Gemeinde Ried (bei Mering     | 3٬088      | 29            |
| بَلْدَة شيلتبرغ     | Gemeinde Schiltberg            | 1٬942      | 29            |
| بَلْدَة شمِيشِين      | Gemeinde Schmiechen            | 1٬297      | 14            |
| بَلْدَة سِيلِينبَاخ    | Gemeinde Sielenbach            | 1٬675      | 18            |
| بَلْدَة شَتَايَنٌدُورف   | (Gemeinde Steindorf (Schwaben  | 931        | 17            |
| بَلْدَة تُوتنڤآيس    | Gemeinde Todtenweis            | 1٬371      | 20            |

## وصلات خارجية
- الصّفحة الرّسميّة لمِنطَقَة آيشاخ فريدبِيرغ (بالألمانية)